# Bernard Licari
Bernard Licari (7 luglio 1970) è un ex calciatore maltese, di ruolo attaccante.

## Carriera

### Nazionale
Ha collezionato tre presenze con la propria Nazionale.

## Statistiche

### Cronologia presenze e reti in Nazionale
| Cronologia completa delle presenze e delle reti in nazionale ― Malta | Cronologia completa delle presenze e delle reti in nazionale ― Malta | Cronologia completa delle presenze e delle reti in nazionale ― Malta | Cronologia completa delle presenze e delle reti in nazionale ― Malta | Cronologia completa delle presenze e delle reti in nazionale ― Malta | Cronologia completa delle presenze e delle reti in nazionale ― Malta | Cronologia completa delle presenze e delle reti in nazionale ― Malta | Cronologia completa delle presenze e delle reti in nazionale ― Malta |
| Data                                                                 | Città                                                                | In casa                                                              | Risultato                                                            | Ospiti                                                               | Competizione                                                         | Reti                                                                 | Note                                                                 |
| -------------------------------------------------------------------- | -------------------------------------------------------------------- | -------------------------------------------------------------------- | -------------------------------------------------------------------- | -------------------------------------------------------------------- | -------------------------------------------------------------------- | -------------------------------------------------------------------- | -------------------------------------------------------------------- |
| 5-5-1990                                                             | Piscataway                                                           | Stati Uniti                                                          | 1 – 0                                                                | Malta                                                                | Amichevole                                                           | -                                                                    |                                                                      |
| 28-5-1990                                                            | Attard                                                               | Malta                                                                | 1 – 2                                                                | Scozia                                                               | Amichevole                                                           | -                                                                    |                                                                      |
| 2-6-1990                                                             | Attard                                                               | Malta                                                                | 0 – 3                                                                | Irlanda                                                              | Amichevole                                                           | -                                                                    |                                                                      |
| Totale                                                               |                                                                      | Presenze                                                             | 3                                                                    |                                                                      | Reti                                                                 | 0                                                                    |                                                                      |